# Come un'allegoria
Come un'allegoria è la prima raccolta poetica di Giorgio Caproni pubblicata nel 1936 a Genova dall'editore Emiliano degli Orfini.

## Storia editoriale
Come un'allegoria, nella sua prima forma, consta di sedici poesie, e undici di esse risultano già uscite su rivista. La raccolta fu poi ripresa interamente nel 1941 in Finzioni, dove divenne la sezione d'apertura, sotto il semplice titolo di Primo. Tale suddivisione fu mantenuta in Cronistoria uscita nel 1943, dove la seconda parte del volume raccoglie e risistema le precedenti raccolte e nella prima sezione riporta le poesie di Come un'allegoria, ridotte però a dodici, con l'esclusione di Sera Maremma, Da Villa Doria, Immagine della sera e Ricordo. A partire da Il passaggio d'Enea (1956) la raccolta riprende il suo titolo originale, seguito, come poi nella edizione definitiva garzantiana Tutte le poesie, dalla datazione (1932-1935), ed i testi assumono l'attuale disposizione, divenendo diciassette con l'aggiunta di Alba, che era in origine compresa in Ballo a Fontanigorda. Nell'edizione finale i componimenti sono quindi 17:
- Marzo
- Alba
- A Cecco
- Ricordo
- Vento di prima estate
- Vespro
- Prima luce
- Da Villa Doria (Pegli)
- Spiaggia di sera
- Fine di giorno
- Borgoratti
- Sera di maremma
- San Giovambattista
- Saltimbanchi
- Sei ricordo d'estate
- Immagine della sera
- Dietro i vetri

## Tematiche e contenuti
Il contenuto della raccolta è composto soprattutto da brevi suggestioni naturali. Il componimento che la apre, Marzo, paragona immediatamente la terra ad "un frutto appena sbucciato", resa vulnerabile dalla pioggia tipica del mese primaverile. In tutte le poesie, emerge come l'occhio del poeta concepisca una natura tanto sconfinata quanto solitaria, la cui bellezza risiede nella malinconia. Ancora, in Saltimbanchi il poeta registra l'alterazione che la natura subisce a causa della festa dei saltimbanchi, che il poeta osserva rigorosamente dall'esterno. In particolare si sente il contrasto tra natura e umanità nelle suggestioni olfattive, che contrappongono i "maturi fieni" all' "odor acre dei fumi".